# Aïn El Hadjar (distrito)
Aïn El Hadjar é um distrito localizado na província de Saïda, Argélia.[carece de fontes?] Sua capital é a cidade de mesmo nome.